# Token Ring
Token Ring — протокол передачи данных в локальной вычислительной сети (LAN) с топологией кольца и «маркерным доступом». Находится на канальном уровне (DLL) модели OSI.
Станции в локальной вычислительной сети Token Ring логически организованы в кольцевую топологию, с данными, передаваемыми последовательно от одной станции в кольце к другой. Token Ring использует специальный трёхбайтовый блок данных, называемый маркером, который так же перемещается по кольцу. Владение маркером предоставляет его обладателю право передавать данные.

## Передача маркера
Token Ring и IEEE 802.5 являются главными примерами сетей с передачей маркера. Сети с передачей маркера перемещают по сети небольшой блок данных, называемый маркером. Владение этим маркером гарантирует право передачи. Если узел, принимающий маркер, не имеет информации для отправки, он просто переправляет маркер к следующей конечной станции. Каждая станция может удерживать маркер в течение определённого максимального времени (по умолчанию — 10 мс).
Данная технология предлагает вариант решения проблемы коллизий, которая возникает при работе локальной сети. В технологии Ethernet такие коллизии возникают при одновременной передаче информации несколькими рабочими станциями, находящимися в пределах одного сегмента, то есть использующих общий физический канал данных.
Если у станции, владеющей маркером, имеется информация для передачи, она захватывает маркер, изменяет у него один бит (в результате чего маркер превращается в последовательность «начало блока данных»), дополняет информацией, которую он хочет передать, и отсылает эту информацию к следующей станции кольцевой сети. Когда информационный блок циркулирует по кольцу, маркер в сети отсутствует (если только кольцо не обеспечивает «раннего освобождения маркера» — early token release), поэтому другие станции, желающие передать информацию, вынуждены ожидать. Следовательно, в сетях Token Ring не может быть коллизий. Если обеспечивается раннее высвобождение маркера, то новый маркер может быть выпущен после завершения передачи блока данных.
Информационный блок циркулирует по кольцу, пока не достигнет предполагаемой станции назначения, которая копирует информацию для дальнейшей обработки. Информационный блок продолжает циркулировать по кольцу; он окончательно удаляется после достижения станции, отославшей этот блок. Станция отправки может проверить вернувшийся блок, чтобы убедиться, что он был просмотрен и затем скопирован станцией назначения.

## Сфера применения
В отличие от сетей CSMA/CD (например, Ethernet), сети с передачей маркера являются детерминистическими сетями. Это означает, что можно вычислить максимальное время, которое пройдёт, прежде чем любая конечная станция сможет передавать. Эта характеристика, а также некоторые характеристики надёжности, делают сеть Token Ring идеальной для применений, где задержка должна быть предсказуема и важна устойчивость функционирования сети. Примерами таких применений является среда автоматизированных станций на заводах.
Применяется как более дешёвая технология, получила распространение везде, где есть ответственные приложения, для которых важна не столько скорость, сколько надёжная доставка информации. В настоящее время Ethernet по надёжности не уступает Token Ring и существенно выше по производительности.

## История
Изначально технология была разработана компанией IBM в 1984 году. В 1985 году комитет IEEE 802 на основе этой технологии принял стандарт IEEE 802.5. В последнее время даже в продукции IBM доминируют технологии семейства Ethernet, несмотря на то, что ранее в течение долгого времени компания использовала Token Ring в качестве основной технологии для построения локальных сетей.

## Модификации Token Ring
Существуют 2 модификации по скоростям передачи: 4 Мбит/с и 16 Мбит/с. В Token Ring 16 Мбит/с используется технология раннего освобождения маркера. Суть этой технологии заключается в том, что станция, «захватившая» маркер, по окончании передачи данных генерирует свободный маркер и запускает его в сеть. Попытки внедрить 100 Мбит/с технологию не увенчались коммерческим успехом. В настоящее время технология Token Ring считается устаревшей.
|                                           | IBM Token Ring                                                   | IEEE 802.5    |
| ----------------------------------------- | ---------------------------------------------------------------- | ------------- |
| Скорость передачи данных                  | 4, 16 Мбит/с                                                     | 4, 16 Мбит/с  |
| Количество станций в сегменте             | 260 (экранированная витая пара) 72 (неэкранированная витая пара) | 250           |
| Физическая топология Логическая топология | Звезда Кольцо                                                    | Не определено |
| Кабель                                    | Витая пара                                                       | Не определено |